# Soggetto aggregatore
Nell'amministrazione pubblica italiana un soggetto aggregatore è una centrale di committenza che è stata abilitata per legge o dall'Autorità nazionale anticorruzione a bandire procedure di gara di lavori, beni o servizi per altre stazioni appaltanti.
I fabbisogni di più stazioni appaltanti vengono aggregati in pochi soggetti aggregatori secondo l'ambito territoriale ottimale (alcune merceologie vengono acquistate a livello nazionale, altre regionale e così via). Di riflesso sul mercato, anche la domanda viene aggregata in pochi soggetti. L'idea di fondo è che aggregando i fabbisogni, questi possono essere soddisfatti con meno gare di maggiori volumi per:
- ottenere migliori condizioni tecniche ed economiche;
- razionalizzare gli acquisti;
- dedicare le migliori competenze a gestire le procedure di maggior valore economico;
- ottenere maggiore trasparenza.

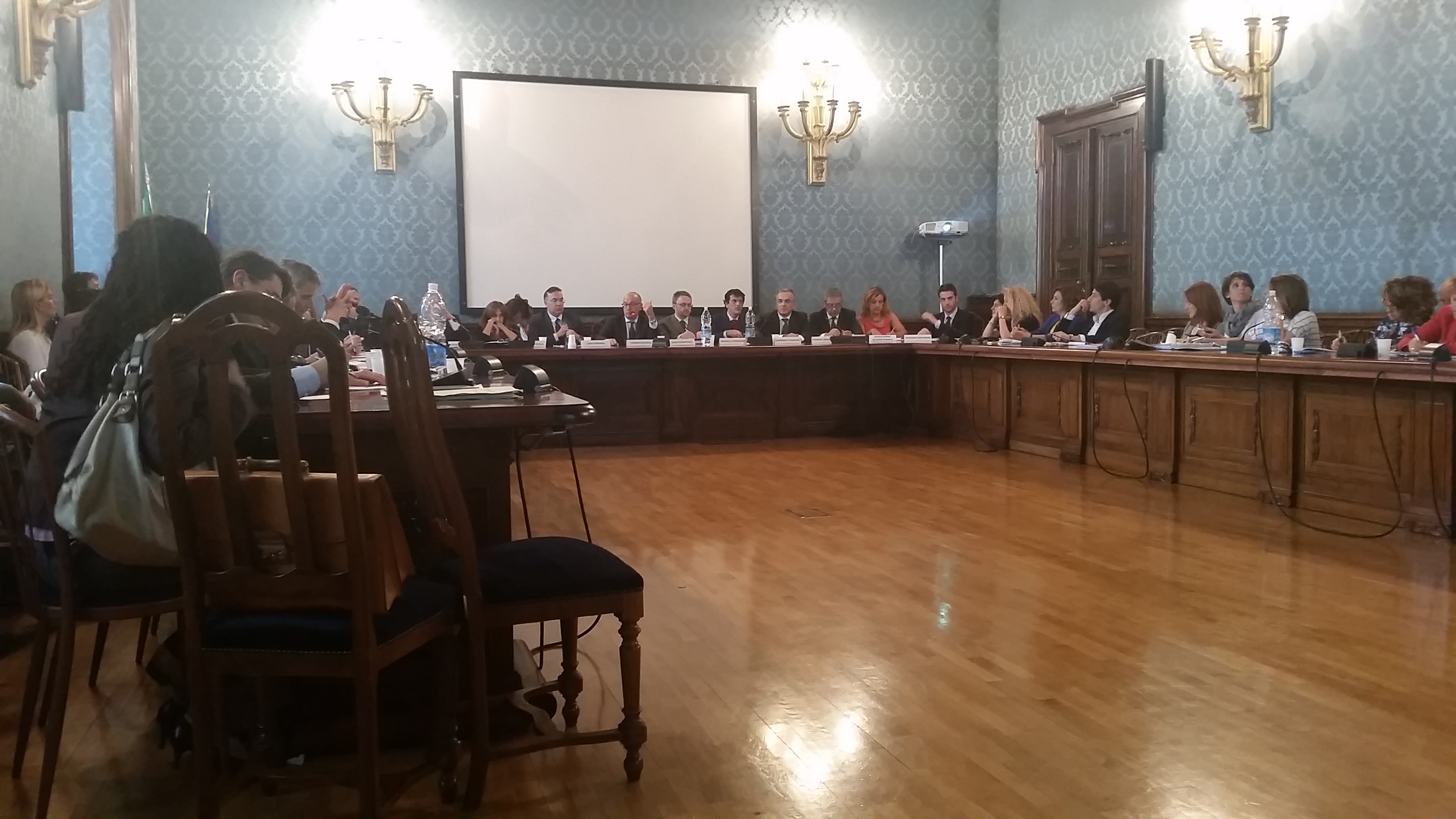
Yoram Gutgeld, Commissario alla revisione della spesa pubblica, presiede la prima riunione delle 35 centrali acquisti il 4 giugno 2015 presso il Ministero dell'economia e delle finanze

La loro istituzione si deve al programma di revisione della spesa pubblica che negli ultimi anni, stanti i vincoli di bilancio e le evoluzioni informatiche, ha assunto un ruolo sempre maggiore. L'obiettivo è quello di passare da circa 36.000 stazioni appaltanti con uguali possibilità giuridiche, ad un sistema dove la parte più consistente della spesa sia gestita da poche decine di centri che formano un sistema di rete: un soggetto aggregatore nazionale Consip, uno ogni Regione, e pochi altri.
Con il DL 66/2014 è stato istituito, nell’ambito dell’anagrafe unica delle stazioni appaltanti (AUSA) gestita dall’Autorità nazionale anticorruzione (ANAC), un elenco dei soggetti aggregatori del quale fanno parte Consip, una centrale di committenza per ciascuna Regione e altri soggetti, tra Città metropolitane, Province, associazioni, unioni e consorzi di enti locali, che svolgono attività di centrale di committenza e che ne richiedono l’iscrizione all’ANAC. Lo stesso DL 66/2014 stabilisce inoltre che le amministrazioni statali, le Regioni, gli enti regionali, i loro consorzi e associazioni, e gli enti del servizio sanitario nazionale debbano fare riferimento ai soggetti aggregatori per acquistare, oltre determinate soglie, i beni/servizi che appartengono a determinate categorie merceologiche individuate periodicamente con un apposito Decreto del Presidente del Consiglio dei ministri.
I soggetti aggregatori si confrontano in un Tavolo tecnico, coordinato dal Ministro dell’economia e delle finanze, che ha l’obiettivo di supportare i programmi di razionalizzazione degli acquisti, nonché di promuovere azioni volte all’utilizzo di piattaforme informatiche di acquisto da parte dei soggetti aggregatori. Compito del tavolo, inoltre, è individuare e proporre alla Presidenza del Consiglio le categorie merceologiche e le soglie di valore al di sopra delle quali sarà obbligatorio ricorrere ai soggetti aggregatori.